# Anastassija Sawtschuk
Anastassija Hennadijiwna Sawtschuk (ukrainisch Анастасія Геннадіївна Савчук; * 2. März 1996 in Charkiw) ist eine ukrainische Synchronschwimmerin.

## Erfolge
Sie gewann drei Bronzemedaillen bei den Schwimmweltmeisterschaften 2013, eine Silber- und eine Bronzemedaille bei den Schwimmweltmeisterschaften 2017 und eine Silber- und eine Goldmedaille bei den Schwimmeuropameisterschaften 2014. 2018 gewann Sawtschuk zusammen mit Jelysaweta Jachno die Silbermedaille im Duett Technik und im Duett Kür bei den Schwimmeuropameisterschaften 2018.
Bei den 2021 ausgetragenen Olympischen Spielen 2020 in Tokio ging Sawtschuk sowohl im Duett mit Marta Fjedina sowie in der Gruppe an den Start. Sawtschuk und Fjedina qualifizierten sich als Dritte für das Finale, das sie ebenfalls auf dem dritten Platz abschlossen und somit Bronze erhielten. Zusammen mit Marta Fjedina, Maryna Aleksijiwa, Wladyslawa Aleksijiwa, Kateryna Resnik, Ksenija Sydorenko, Alina Schynkarenko und Jelysaweta Jachno erzielte Sawtschuk in der Gruppe sowohl in der technischen Übung als auch in der Kür jeweils das drittbeste Resultat, womit die Ukrainerinnen auch die Gesamtwertung als Dritte abschlossen und somit hinter der russischen und der chinesischen Mannschaft die Bronzemedaillen gewannen. Bei den Olympischen Spielen 2016 in Rio de Janeiro hatte Sawtschuk einen Medaillengewinn als Vierte im Gruppenwettbewerb noch knapp verpasst.